# Glyptopimpla macrofossa
Glyptopimpla macrofossa là một loài tò vò trong họ Ichneumonidae.